# Tymfristos
Tymfristos (græsk: Τυμφρηστός) er et bjerg i den østlige del af Evrytania og den vestlige del af Fthiotis i Grækenland. Bjerget er en del af Pindus-bjergkæden. Dens højeste top, Velouchi (græsk: Βελούχι ), er 2.315 moh. De nærmeste bjerge er Kaliakouda og Panaitoliko mod syd, Vardousia mod sydøst og Agrafa -bjergene mod nord. Det afvandes ved floden Spercheios mod øst og af bifloder til Acheloos (inklusive Megdovas) mod vest. Navnet Velouchi kommer fra Velos, hvilket betyder pil, da etoliske bueskytter var kendt for at chikanere invaderende førkristne keltere og persere med deres berømte bueskydning.
Skove dominerer de nedre områder af bjerget, og de højere højder er dækket af græsarealer. Den nærmeste by er Karpenisi, mod sydvest. Andre landsbyer er Tymfristos og Agios Georgios Tymfristou mod øst. Den græske nationalvej 38 (Agrinio - Karpenisi - Lamia) passerer syd for bjerget.